# Camille Saint-Saëns
Pour les articles homonymes, voir Saint-Saëns.
Camille Saint-Saëns (/sɛ̃.sɑ̃(s)/), né le 9 octobre 1835 à Paris et mort le 16 décembre 1921 à Alger, est un pianiste, organiste et compositeur français de l'époque romantique.
Il a écrit douze opéras, dont le plus connu est Samson et Dalila (1877), des oratorios, cinq symphonies, cinq concertos pour piano, trois pour violon et deux pour violoncelle, des compositions chorales, un Requiem, un Oratorio de Noël, de la musique de chambre et des pièces pittoresques, dont Le Carnaval des animaux (1886).
Il est, en 1908, le tout premier compositeur de renom à composer une musique spécialement pour un film, L'Assassinat du duc de Guise.

## Biographie

### Enfant prodige

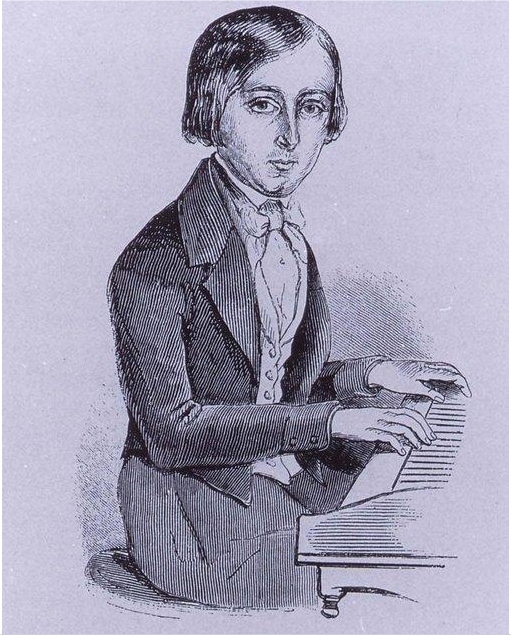
Portrait en 1846.

Camille Saint-Saëns naît au 3, rue du Jardinet à Paris, fils de Jacques Joseph Victor Saint-Saëns (1798-1835) et de Françoise Clémence Collin (1809-1888). Il est baptisé le 27 octobre 1835 en l'église Saint-Sulpice de Paris.
Il apprend le piano avec sa grand-tante, puis avec le compositeur et pédagogue Camille-Marie Stamaty (1811-1870), qui le recommande à Pierre Maleden, compositeur lui enseignant la théorie et la composition. Camille se révèle être un enfant prodige. À cinq ans, il compose sa première mélodie sur le poème « Le Soir » de Marceline Desbordes-Valmore, qu'il dédie à sa professeure Palmyre Granger,. Il donne son premier concert à 10 ans le 6 mai 1846 et fait sensation avec le troisième concerto de Ludwig van Beethoven et le concerto no 15 K.450 de Mozart. Il écrit et joue même sa propre cadence pour le concerto de Mozart.
En parallèle à de brillantes études générales, il entre en 1848, à 13 ans, au Conservatoire, où il étudie l’orgue avec François Benoist (1794-1878), la composition avec Jacques Fromental Halévy (1799-1862) et reçoit les conseils de Charles Gounod (1818-1893). Il sort du Conservatoire avec le prix d’orgue en 1851, et échoue au concours du prix de Rome. En 1852, il obtient un prix de composition au concours Sainte-Cécile de Bordeaux pour sa cantate Ode à Sainte-Cécile.

### Débuts comme organiste
(octobre 2024).

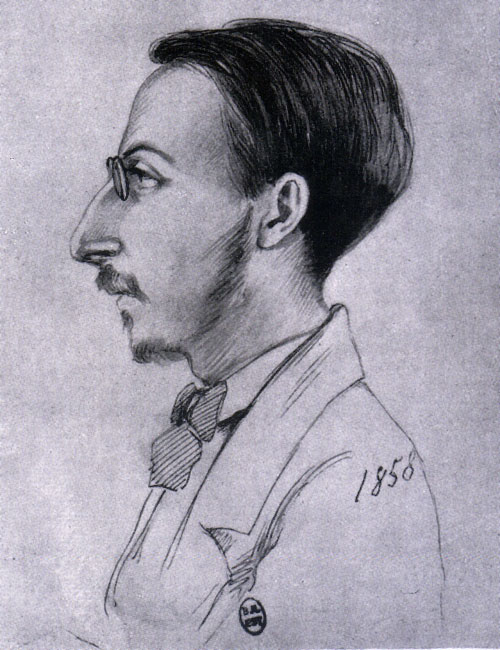
Portrait de 1858.

En 1853, à dix-huit ans, il est nommé organiste de l'église Saint-Merri, à Paris, et crée parallèlement sa Première Symphonie. Il acquiert vite une bonne réputation et suscite l'admiration d'Hector Berlioz et Franz Liszt.
En 1857, il succède à Lefébure-Wély aux grandes orgues Cavaillé-Coll de l'église de la Madeleine à Paris, et reçoit la visite de musiciens, dont Liszt, impressionné par ses improvisations, qui décrira Saint-Saëns comme « le premier organiste du monde ». Saint-Saëns a alors vingt-deux ans. Il reste à ce poste durant vingt années, les plus heureuses.
Durant toutes ces années, son activité est intense : il contribue aux nouvelles éditions d’œuvres de Gluck, Mozart, Beethoven, mais aussi Liszt. Il défend les œuvres de Schumann et d'un Wagner pourtant peu apprécié au Conservatoire de Paris. Il compose beaucoup : en 1858, l’éditeur Girod lui paye 500 francs la partition des Six duos pour piano et harmonium, avec lesquels il s'achète un télescope.

### Années 1860-1870
De 1861 à 1865, il est professeur de piano à l’École Niedermeyer, fondée en 1853 dans le IXe arrondissement de Paris, où il enseigne à Gabriel Fauré et André Messager. Parallèlement, il tente à nouveau sa chance au Concours du prix de Rome et échoue encore , ce qui ne l’empêche pas de composer encore . Ainsi, en 1867, lors de l'Exposition universelle de Paris, sa cantate Les Noces de Prométhée est récompensée du premier prix, à l'unanimité et au premier tour du scrutin dans un concours dont le jury est composé de compositeurs aussi réputés que Rossini, Auber, Berlioz, Verdi et Gounod. L’année suivante, il compose en dix-sept jours son deuxième concerto pour piano, parce que son ami Anton Rubinstein venait à Paris et avait besoin de quelque chose de nouveau à jouer.
En mai 1870, il assiste à la représentation de sa cantate Les Noces de Prométhée à Weimar lors du festival de la Tonkünstler Versammlung, présidé par Liszt pour le centenaire de la naissance de Beethoven. C'est avant de rentrer en France que Saint-Saëns parle au compositeur hongrois de son projet d'opéra-biblique Samson et Dalila, présenté lors de soirées musicales parisiennes sans succès. Liszt lui propose alors de terminer son opéra et qu'il le fera jouer à Weimar alors même qu'il n'a pas entendu une note de la composition.
Pendant la guerre franco-prussienne de 1870-71, Saint-Saëns s’engage dans le 4e bataillon de la Garde nationale. Il apprend la mort de l'un de ses amis, Henri Regnault, peintre orientaliste et chanteur, lors de la bataille de Buzenval le 19 janvier 1871. Il lui dédie sa Marche héroïque, op.34, composée pendant la guerre. Après l'insurrection communarde de mars 1871, Saint-Saëns est inquiété à cause de son poste d'organiste de l'église de la Madeleine, et pour son attachement aux causes républicaines.
Il part donc en Angleterre rejoindre ses amis Charles Gounod et Pauline Viardot et arrive au moment de l'ouverture de l'exposition internationale de Londres de 1871. Il y entend la cantate Gallia de Gounod, composée en référence au conflit franco-prussien, particulièrement au siège de Paris, représentée dans le même programme qu'une ouverture de l'Allemand Ferdinand Hiller. Dans une lettre à sa mère, Saint-Saëns explique que la cantate eut beaucoup de succès tandis que l'ouverture allemande « n'en a eu aucun ». Il s'exclame « la France est vengée ! ».
Il profite de son voyage pour étudier les partitions de Haendel à la bibliothèque du palais de Buckingham. C’est seulement après la fin des troubles politiques que Saint-Saëns retourne en France et fonde alors avec Romain Bussine, le 25 février 1871, la Société nationale de musique. Le but de celle-ci est de favoriser la diffusion des œuvres de compositeurs français contemporains, jusqu'alors défavorisés dans les sociétés de concerts français au profit d'œuvres de compositeurs allemands. Parmi les fondateurs de cette association, on trouve aussi César Franck, Édouard Lalo et Gabriel Fauré. On retrouve là l’un des traits de la fin du XIXe  chez Saint-Saëns : le patriotisme.
À l'instar de ses contemporains, y compris de nombreux artistes et intellectuels, le patriotisme de Saint-Saëns était xenophobe, surtout vis-a-vis  des Allemands, tout en revenant en Allemagne, à Bayreuth en 1876.
1872 est une année noire, qui voit l'échec de son œuvre lyrique La Princesse jaune et le décès de sa grand-tante qui lui avait appris le piano. Il se rend pour raisons de santé à Alger en 1873 pour la première fois. Il y retournera à de nombreuses reprises, logeant entre autres dans la villa de la Pointe-Pescade (actuelle Raïs Amidou).
À partir des années 1870, et ce jusqu'à la fin de sa vie en 1921, Saint-Saëns participe aux tribunes journalistiques, divulguant sa pensée sur la musique et les musiciens.

### Mariage
Resté longtemps célibataire, Saint-Saëns se marie en 1875, âgé de quarante ans, avec Marie-Laure Truffot (1855-1950), alors âgée de 19 ans. Elle est la fille d'un industriel, Rodrigues Philippe Truffot, également maire du Cateau-Cambrésis. La vie du ménage est difficile : Marie-Laure est en butte à l'hostilité de sa belle-mère, tandis que Saint-Saëns se consacre essentiellement à la musique : en raison des concerts, il n'y eut pas de voyage de noces. Marie-Laure et lui auront deux enfants, deux fils, dont l'aîné, André, meurt à deux ans et demi en tombant du balcon de l'appartement en mai 1878. Saint-Saëns en rend responsable sa femme qui, ne pouvant plus allaiter le second, nommé Jean-François, s'éloigne en province, le confie à une nourrice chez qui il meurt en juillet,  probablement de pneumonie. Après trois ans d'éloignement croissant, Saint-Saëns se sépare de son épouse en 1881, sans divorcer.
De nombreux auteurs ont évoqué ou suggéré, le plus souvent brièvement, la question de l'homosexualité latente ou assumée de Saint-Saëns et sa réputation à cet égard, sans qu'un consensus ne se dégage parmi ses biographes.

## Renommée

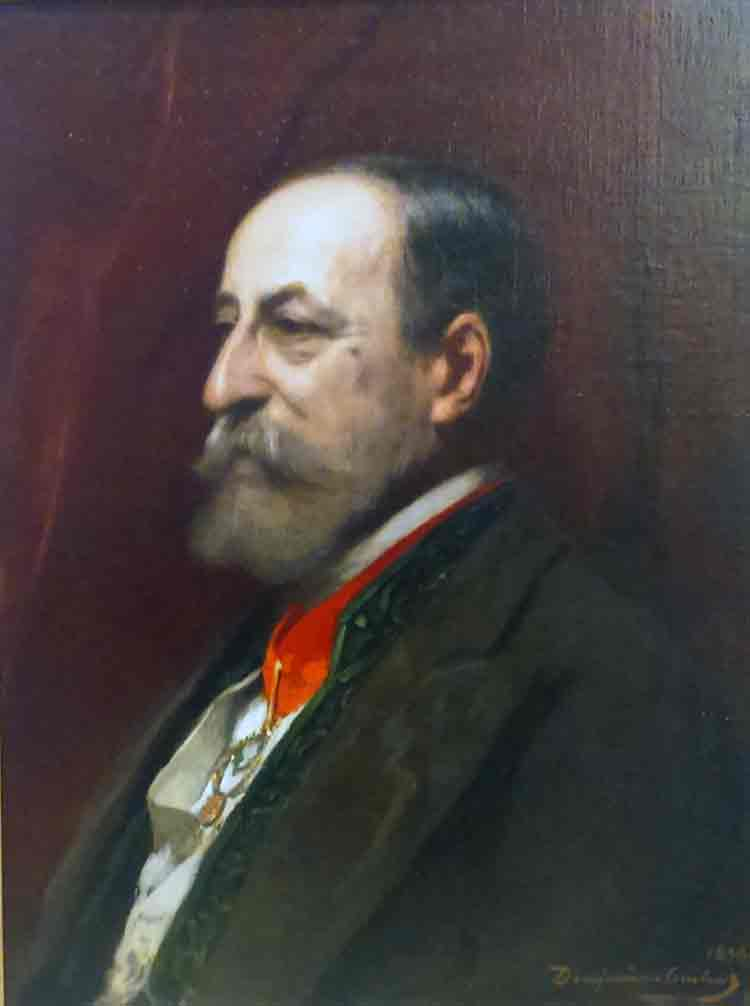
Portrait par Benjamin-Constant (1898).

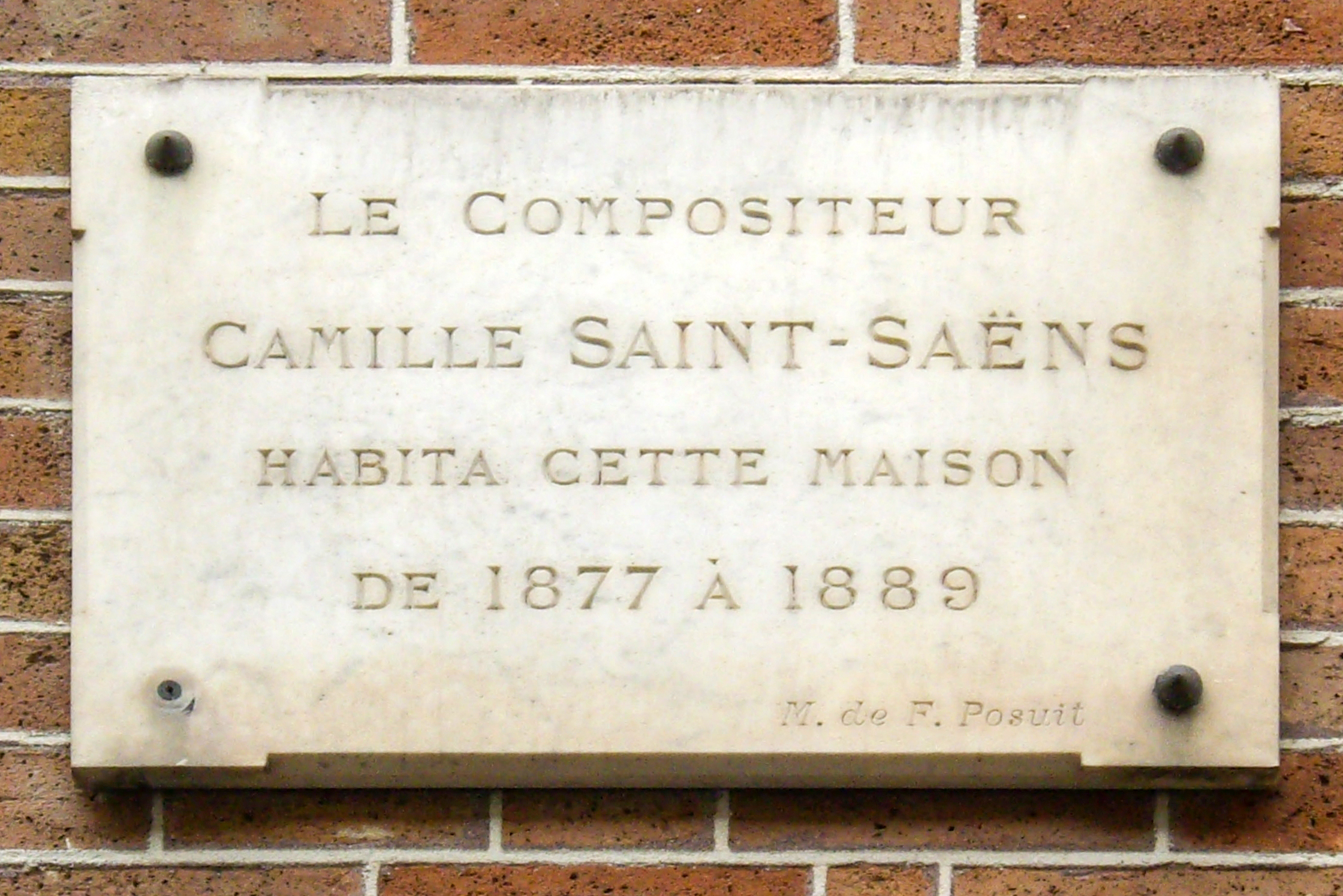
Plaque au no 14 rue Monsieur-le-Prince, où il vécut de 1877 à 1889.

En novembre 1875, Saint-Saëns est invité par la Société russe de musique en tournée à Saint-Pétersbourg. Il présente ses œuvres et dirige (« avec feu », selon la critique) la Danse macabre. Avec Anton Rubinstein, il joue à deux pianos ses variations sur des thèmes de Beethoven.
Sur le plan artistique, Saint-Saëns est plus heureux que dans sa vie personnelle. En 1877, il se voit attribuer 100 000 francs par un mécène, Albert Libon, qui meurt la même année. Il fait un séjour à Devise dans la Somme où il rencontre le maire Georges Tattegrain, sculpteur, et son frère, le peintre Francis Tattegrain, à qui il achète une toile : Marine. Il compose en ce lieu Le Timbre d'argent et Samson et Dalila. Saint-Saëns crée alors en 1878, à l’église Saint-Sulpice, son Requiem, qu’il dédie à la mémoire de son bienfaiteur.
Cette même année, il fait jouer à ses frais des œuvres de Liszt, notamment les poèmes symphoniques, forme qui l’inspire également puisqu’il est le premier compositeur français à en composer. Dans les années 1870, il crée quatre poèmes symphoniques : Le Rouet d'Omphale (1871), Phaéton (1873), Danse macabre (1874), La Jeunesse d'Hercule (1877).

Il joue à Windsor le 8 juillet 1880 devant la reine Victoria, qui note dans son journal : 

« J'ai entendu un M. Saint-Saëns qui joue merveilleusement de l'orgue, à la Chapelle, et une Mme de Caters Lablache au chant. Il a également joué quelques-unes de ses compositions au piano, et il joue et compose magnifiquement. »

 Au début des années 1880, le génie de Saint-Saëns est reconnu : il est élu à l’Académie des beaux-arts en 1881 (il se rendra à 625 séances) et est promu officier de la Légion d’honneur en 1884. En 1886, il compose deux œuvres majeures : la Symphonie no 3 avec orgue et le Carnaval des animaux. La symphonie est le symbole du gigantisme en vogue à l’époque (en 1889 sera construite la tour Eiffel) : l’introduction inédite d’un orgue dans une symphonie, donne à l’œuvre une dimension nouvelle. Quant au Carnaval des animaux, il s’agit d’un divertissement : cette partition a été composée au début de 1886 pour le violoncelliste Leduc qui organisait chez lui des concerts pour le Mardi gras. Cette pièce est légère et satirique (il y parodie  La Damnation de Faust de Berlioz, l’aria du Barbiere de Rossini et sa propre Danse macabre, mais également des airs populaires tels J'ai du bon tabac ou encore Au clair de la lune), et Saint-Saëns en interdit la représentation de son vivant. Seule la partie intitulée Le Cygne est exclue de cette interdiction et deviendra un « tube » pour violoncelle et piano.
Saint-Saëns revient à Saint-Pétersbourg en novembre 1887. Il compose et joue Capriccio sur des thèmes populaires russe et danois, dédié au tsar Alexandre III et à l'impératrice, Marie Feodorovna née princesse de Danemark. Il donne trois concerts, dont un pour la Croix-Rouge et un autre pour la société de bienfaisance française de la ville.

### Voyages et succès
En 1888 il perd sa mère, dont il était proche, et en est affecté. Sa vie change : il voyage dans 27 pays de 1857 à 1921 en 179 séjours. L’Algérie et l’Égypte sont privilégiées à 20 et 16 reprises, ce qui l’influence dans ses orientations : le concerto pour piano no 5 est nommé « l’Égyptien ». Il se produit en Europe, Extrême-Orient, Amérique du Sud (Brésil, Uruguay et Argentine) et en  Afrique du Nord.
Il revient en France et s’installe à Dieppe, où un musée en son honneur est créé en 1890. La même année, il publie un recueil de poèmes intitulé Rimes familières, où strophes, sonnets et poésies diverses se mêlent. Il s’essaye également à l’écriture dramatique : il compose La Crampe des écrivains, petite comédie en prose et en un acte, qu’il dédie à ses amis algérois et dont la première représentation a lieu au théâtre municipal d’Alger le 1er mars 1892.
Le compositeur continue à voyager abondamment dans les années 1890, en utilisant parfois de fausses identités, dont le pseudonyme de « Charles Sanois », peut-être pour être tranquille : en quelques années, il parcours quinze destinations,  l’Europe, l’Afrique, l’Amérique du Sud. À l’occasion d’un de ses voyages en Angleterre, en 1893, il est nommé docteur honoris causa de l’université de Cambridge, en même temps que son ami Tchaïkovski. Ami de Flammarion, il publiera en 1894 un article intitulé « Un problème » dans la revue de la Société astronomique de France, L'Astronomie, Cette même année, il publie chez Durand & Fils la musique du Malade imaginaire de Marc-Antoine Charpentier, « révisée » par ses soins. Il est ainsi le premier en France à s'intéresser à la musique ancienne, et en particulier à ce génie oublié. Dans son livre Au courant de la vie, le premier chapitre intitulé « Un contemporain de Lully », comporte des jugements sévères, sauf sur l'opéra Médée « dont l'écriture est impeccable » : il anticipe ainsi la réhabilitation du compositeur un siècle plus tard.
À partir de 1895, Camille Saint-Saëns entreprend avec Charles Bordes et Vincent d'Indy l'édition des œuvres complètes de Rameau chez Durand. Les publications s'échelonnent de 1895 à 1918, mais l'entreprise reste inachevée et seulement 18 volumes paraissent.
1896 est à nouveau une année de reconnaissance: le 2 juin, il joue à la salle Pleyel à l’occasion du cinquantième anniversaire de son premier concert en 1846. La même année, Fernand Castelbon de Beauxhostes, mécène amoureux de sa région, demande à Saint-Saëns de l’aider dans la récolte de fonds pour la réfection des arènes de Béziers. C’est ainsi qu’en 1898 le compositeur organise un concert pour lever des fonds : sa composition Déjanire, sur un livret de Louis Gallet, est représentée sous sa direction le dimanche 28 août à 15 heures au théâtre des Arènes devant 8 000 personnes : c’est un triomphe. Béziers est censé devenir le « Bayreuth français ».

### Consécration

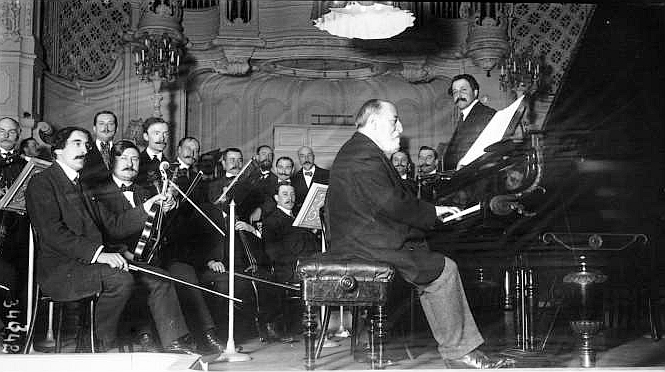
Camille Saint-Saëns au piano lors de la répétition d'un concert donné sous la direction de Pierre Monteux, salle Gaveau, Paris, 1913.

La fin du XIXe siècle et le début du XXe siècle voient la consécration du compositeur : en 1900, sa cantate Le Feu céleste, métaphore musicale de la nouvelle Fée électricité, est exécutée à l’ouverture de l’Exposition universelle, à Paris. Les récompenses et distinctions pleuvent : en 1900, il est fait commandeur de la Légion d’honneur et reçoit la croix du mérite ; en 1901, il est élu président de l’Académie des beaux-arts ; en 1902, il est décoré de l’ordre royal de Victoria.
L’année suivante, Sarah Bernhardt, la grande tragédienne de l'époque, commande une musique de scène à Saint-Saëns pour la représentation d'Andromaque de Racine. Parallèlement, Saint-Saëns continue d’écrire pour le théâtre : après La Crampe des écrivains, sa comédie Le Roi Apepi est créée en août au théâtre municipal de Béziers. En 1904, pour le théâtre des Arènes de cette même ville, il participe avec Pellatan et O. Thierry-Poux à l'orchestration d'Armide, drame en 5 actes tiré d'un poème de Philippe Quinault, musique de Gluck, dont la première représentation attire plus de 12 000 spectateurs. En 1906, à l'occasion des représentations de La Vestale à Béziers, sont donnés sous son patronage un grand gala au théâtre des Variétés et le 2 septembre un concert aux arènes pour célébrer son 70e anniversaire : œuvre pour deux pianos jouée par Louis Diémer et lui-même, la cantate Les Gloires de Corneille, la comédie lyrique Les Mystère de l'Hyménée de Michaud d'Huniac et Nussy-Verdier.

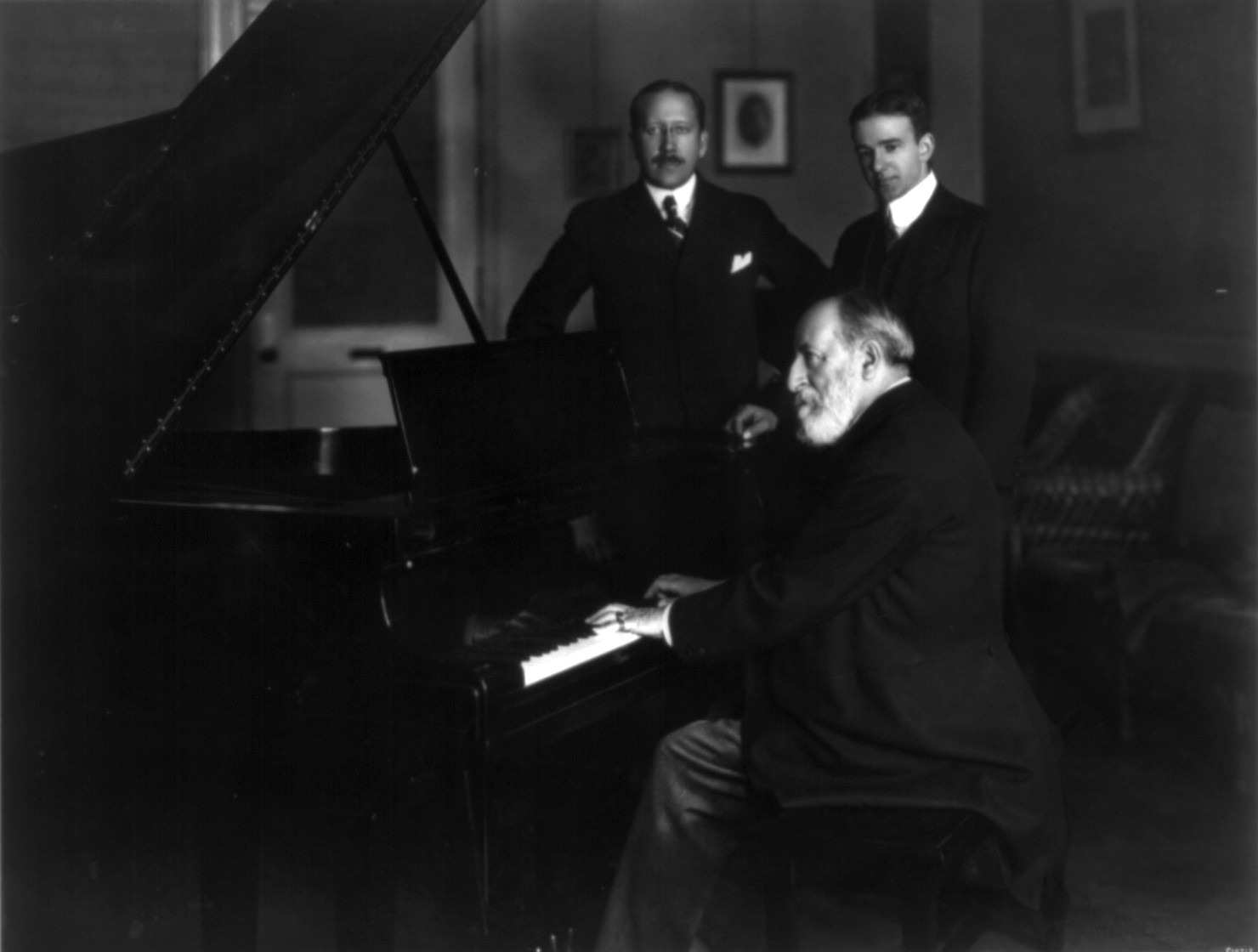
Camille Saint-Saëns au piano en 1916.

En 1906, à 70 ans, il effectue sa première tournée aux États-Unis, donnant de nombreux concerts à Philadelphie, Chicago et Washington. L’année suivante, il est à nouveau récompensé publiquement en devenant docteur honoris causa de l’université d'Oxford.
En 1908, il compose la toute première musique spécialement composée pour le cinéma, celle du film L’Assassinat du duc de Guise. Puis il revient au théâtre et écrit une pièce comique en un acte et en vers, Botriocéphale, créée à Paris.
En 1913, il reçoit la grand-croix de la Légion d’honneur.
Les années qui suivent sont l’occasion de nombreux voyages à travers le monde, notamment en 1915 aux États-Unis, et plus particulièrement en Californie où il fréquente l'Exposition universelle de San Francisco, où il fait jouer Hail California!. Il écrit parallèlement des articles contre la musique allemande et, évidemment, contre la vogue du wagnérisme (série d'articles dans L'Écho de Paris sous le titre ironique Germanophilie).

### Dernières années, le temps révolu

Camille Saint-Saëns en 1915.

Mais en France les goûts ont changé, et Saint-Saëns n’est plus apprécié comme il l’était au XIXe siècle. Face à la richesse de la production allemande (avec Richard Wagner et Arnold Schönberg – le Pierrot lunaire est créé en 1912), mais aussi en comparaison d'autres compositeurs français (Maurice Ravel, Daphnis et Chloé, Claude Debussy, L'Après-midi d'un faune), le style classique de Saint-Saëns apparaît dépassé, celle d'un temps révolu. Dans les pays anglo-saxons, en revanche, il est considéré comme l’un des meilleurs compositeurs français. Sa tournée de 1915 aux États-Unis remporte ainsi un franc succès. Il a alors 80 ans.

L’année de sa mort, en 1921, à 86 ans, il donne un concert au casino de Dieppe pour les 75 ans de ses débuts de pianiste. Il rentre à Alger pour travailler quelques partitions. Le 16 décembre, il meurt à l'hôtel de l'Oasis, en prononçant, selon la légende, ces mots : 

« Cette fois, je crois que c’est vraiment la fin. »

Son corps est rapatrié à Paris. Ses funérailles sont célébrées le 24 décembre 1921 à l’église de la Madeleine. Il est inhumé dans le caveau familial au cimetière du Montparnasse (division 13).

## Distinctions
- Grand-croix de la Légion d'honneur (1913)
- Ordre royal de Victoria

## Héritage
En 1889, peu après le décès de sa mère Clémence Saint-Saëns, le compositeur s'éloigne de Paris. Il n'a pas d’héritier et décide donc d'effectuer une première donation d'objets, essentiellement des beaux arts, à la ville de Dieppe. Il est en effet attaché à la ville où il a de la famille du côté de son père : son oncle, l'abbé Camille Saint-Saëns, et son cousin, Léon Letellier, bibliothécaire municipal. Il a également développé des liens d'amitié lors de ses nombreux séjours avec Ambroise Millet, conservateur du musée de Dieppe.
Suivront jusqu'à sa mort de nombreux envois de sa part d'objets personnels, livres, meubles, photographies, ou encore d'objets achetés lors de ses voyages.
D'autres dons, enfin, seront effectués plus tard par ses proches ou ses admirateurs. Deux dons sont notables, ceux de :
- Gabriel Geslin (via ses héritiers en 2004), son factotum et homme à tout faire entré à son service en 1902-1903, qui l'accompagnera dans plusieurs de ses voyages à l'étranger ; cette donation regroupe la correspondance du compositeur avec Geslin, des objets personnels (costume d’académicien, médailles, etc.) ;
- Jean Bonnerot (via sa veuve en 1972), son secrétaire particulier de 1911 jusqu'à sa mort et légataire testamentaire ; il rassemble une documentation importante sur sa vie et ses œuvres, sa correspondance passive, des partitions de musique, des photographies et articles de journaux.

À la suite de cette multitude de dons, la ville de Dieppe s’est dotée d’un ensemble exceptionnel d’œuvres, d’objets et documents relatifs à la vie du compositeur (plus de 15 000 lettres). La collection, d'une très grande richesse, constitue un gisement unique sur l'histoire de Saint-Saëns, peu commun pour l'histoire de la musique.

### Société Camille Saint-Saëns
Dès 1924 est créée une Société des Amis de Camille Saint-Saëns. Après différentes péripéties, elle est finalement recréée en 2017, composée de chercheurs, musicologues, historiens et organismes qui possèdent des archives liées à la vie du compositeur. Elle s’est donné pour objectif « de mettre en valeur par tous moyens l’œuvre du compositeur, tant sur le plan national qu’international, de participer à l’édition de ses œuvres musicales et littéraires, d’encourager et fédérer les travaux de recherche et de diffusion qui lui sont liés ».
La préparation de la célébration du centenaire de la disparition du compositeur en 2021 est l’un des objectifs à court terme que s’est fixée la Société.

### Exposition
En 2021, l'exposition « Saint-Saëns, un esprit libre » lui est consacrée dans la bibliothèque-musée de l'opéra Garnier (Paris).

### Hommages
Sont nommés en son honneur :

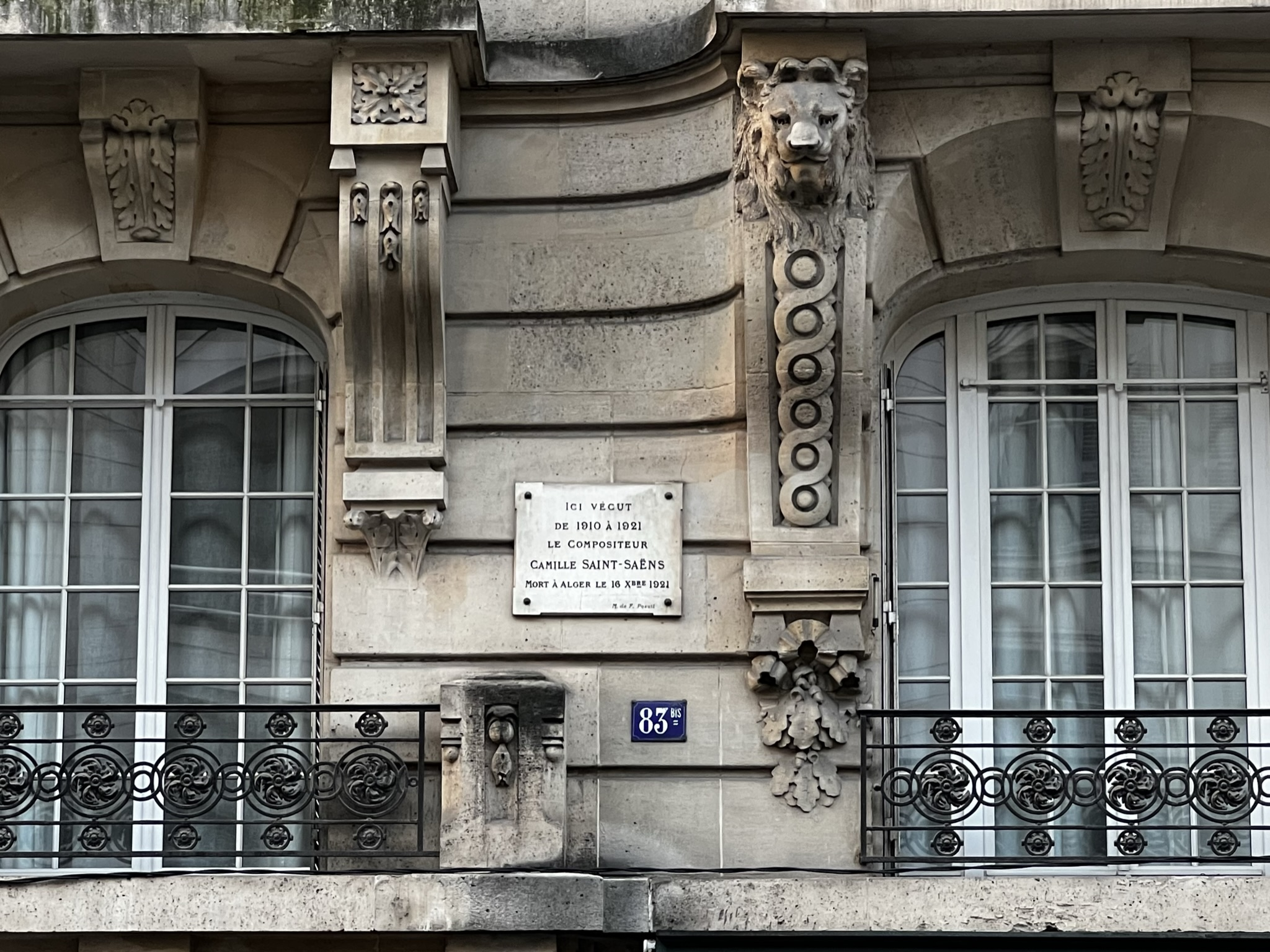
Plaque mémorielle située au 83 bis rue de Courcelles (Paris) : « Ici vécut de 1910 à 1921 le compositeur Camille Saint-Saëns, mort à Alger le 16 Xbre (décembre) 1921 ».

- l'astéroïde (5210) Saint-Saëns, découvert en 1989[35] ;
- la rue Saint-Saëns, à Paris.
- le lycée Camille Saint-Saëns, à Rouen

On peut trouver à Paris deux plaques en mémoire du compositeur, l'une au 14 rue Monsieur le Prince, où il résida de 1877 à 1889, et l'autre au 83 bis rue de Courcelles, où il a vécu les 10 dernières années de sa vie.
L'administration de la poste française a émis un timbre à son effigie en 1952.

## Œuvre

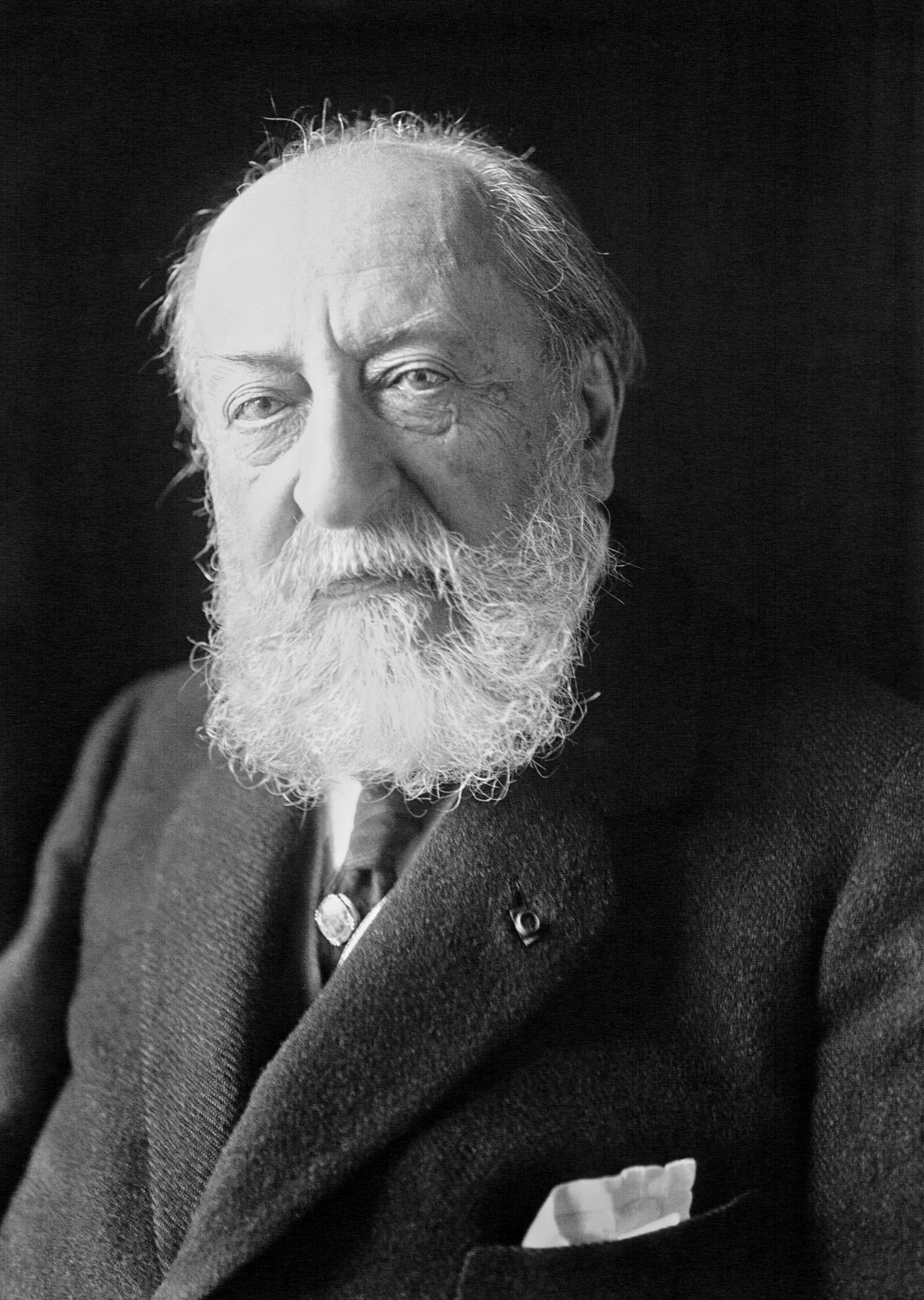
Camille Saint-Saëns en 1921.

Camille Saint-Saëns a composé plus de 600 œuvres.

### Œuvres orchestrales (symphonie et poème symphonique)
- Symphonie no 1 en mi bémol majeur, op. 2
- Le Rouet d'Omphale, poème symphonique en la majeur, op. 31 (1869)
- Phaéton, poème symphonique en do majeur, op. 39 (1875)
- Danse macabre, poème symphonique en sol mineur, op. 40 (1874) (d'après un poème de Henri Cazalis, connu sous le pseudonyme de Jean Lahor)
- La Jeunesse d'Hercule, poème symphonique, op. 50
- Symphonie no 2 en la mineur, op. 55 (1859)
- Suite algérienne, op. 60 (1886)
- Symphonie no 3 avec orgue en ut mineur, op. 78 (1886)
- Le Carnaval des animaux (1886)

### Œuvres concertantes et pour la scène
- Rhapsodie bretonne, op. 7 bis (orchestration des 1re et 3e rapsodies sur des cantiques bretons, op. 7)
- Suite pour violoncelle et orchestre, op. 16 bis
- Concerto pour piano no 1 en ré majeur, op. 17 (1858)
- Concerto pour violon no 1 en la majeur, op. 20 (1858)
- Concerto pour piano no 2 en sol mineur, op. 22 (1868)
- Introduction et Rondo capriccioso en la mineur pour violon et orchestre, op. 28 (1863)
- Concerto pour piano no 3 en mi bémol majeur, op. 29 (1869)
- Concerto pour violoncelle no 1 en la mineur, op. 33
- Allegro appassionato pour violoncelle et orchestre, op. 43
- Concerto pour piano no 4 en ut mineur, op. 44 (1875)
- Concerto pour violon no 2 en do majeur, op. 58
- Concerto pour violon no 3 en si mineur, op. 61
- Morceau de concert pour violon et orchestre, op. 62
- Rhapsodie d'Auvergne pour piano et orchestre, op. 73 (1884)
- Caprice-Valse pour piano et orchestre « Wedding-Cake », op. 76 (1885)
- Havanaise pour violon et orchestre en mi majeur, op. 83 (1887)
- Fantaisie pour piano et orchestre « Africa », op. 89
- Morceau de concert pour cor et orchestre, op. 94
- Concerto pour piano no 5 en fa majeur « L'Égyptien », op. 103 (1896)
- Concerto pour violoncelle no 2 en ré mineur, op. 119
- La Gloire de Corneille, cantate pour soli, chœur et orchestre, op. 126 (1906)
- L'Assassinat du duc de Guise, première musique de film (1908), op. 128
- La Foi, 3 tableaux symphoniques, op. 130 (1908)
- La Muse et le Poète pour violon, violoncelle et orchestre, op. 132 (1910)
- Morceau de concert pour harpe et orchestre, op. 154
- Javotte, ballet en trois scènes (1896)
- Antigone, musique de scène (1894)
- Parysatis, musique de scène (1902)
- Andromaque, musique de scène (1903)

### Opéras
- La Princesse jaune (1872), op. 30
- Le Timbre d'argent (1877 ; nouvelle édition en 1913)
- Samson et Dalila (1877), op. 47
- Étienne Marcel (1879)
- Henry VIII (1883)
- Proserpine (1887)
- Ascanio (1890)
- Phryné (1893)
- Frédégonde (1895 ; achèvement de l'œuvre d'Ernest Guiraud)
- Les Barbares (1901)
- Hélène (1904)
- L'Ancêtre (1906)
- Déjanire (1911)

### Musique de chambre
De nombreuses œuvres dont :
- Tarentelle pour flûte, clarinette et piano, op. 6 (existe en version orchestrale)
- Quintette avec piano, op. 14 (1855)
- Suite pour violoncelle et piano, op. 16 (existe en version orchestrale)
- Trio no 1 pour violon, violoncelle et piano, op. 18
- Sonate no 1 pour violoncelle et piano en ut mineur, op. 32
- Romance pour cor et piano, op. 36
- Romance pour flûte et piano (existe en version orchestrale), op. 37
- Berceuse pour violon et piano, op. 38
- Quatuor avec piano, op. 41
- Allegro appassionato pour violoncelle et piano, op. 43 (existe en version orchestrale)
- Romance pour violoncelle et piano, op. 51
- Sarabande et Rigaudon pour violon et piano, op.53
- Septuor avec trompette, op. 65
- Romance pour cor et piano, op. 67
- Sonate no 1 pour violon et piano, op. 75
- Caprice sur des airs danois et russes pour flûte, clarinette, hautbois et piano, op. 79
- Chant saphique pour violoncelle et piano, op. 91
- Trio no 2 pour violon, violoncelle et piano, op. 92
- Fantaisie pour harpe, op. 95
- Sonate no 2 pour violon et piano, op. 102
- Quatuor à cordes no 1, op. 112
- Caprice andalou pour violon et orchestre, op. 122
- Sonate no 2 pour violoncelle et piano en fa majeur, op. 123
- Sonate no 3 pour violoncelle et piano en ré majeur (pas de n° d'opus)
- Fantaisie pour violon et harpe, op. 124
- Triptyque pour violon et piano, op. 136
- Élégie pour violon et piano, op.143
- Cavatine pour trombone ténor et piano, op. 144
- Quatuor à cordes no 2, op. 153
- Prière pour violoncelle et orgue (ou piano), op. 158
- Élégies pour violon et piano, op. 143 et op. 160
- Odelette pour flûte et orchestre, op. 162
- Sonate pour hautbois et piano, op. 166
- Sonate pour clarinette et piano, op. 167
- Sonate pour basson et piano, op. 168

### Piano
De nombreuses pièces dont :
- Six Bagatelles pour piano op. 3
- Trois Mazurkas, op. 21, 24 et 66
- Allegro d'après le 3e concerto, op. 29
- Variations Beethoven pour 2 pianos, op. 35
- Six Études, op. 52 (Prélude, Pour l'indépendance des doigts, Prélude & Fugue, Étude de rythme, Prélude & Fugue, Étude en forme de valse)
- Ballade « Koenig Harald Harfagar » d'après Heine (4 mains), op. 59
- Allegro appassionato, op. 70
- Album pour le piano, op. 72 (Prélude, Carillon, Toccata, Valse, Chanson napolitaine, Final)
- Souvenir d'Italie, op. 80
- Les Cloches du Soir, op. 85
- Valse Mignonne, op. 104
- Caprice héroïque, pour 2 pianos, op. 106
- Valse nonchalante, op. 110
- Six Études, op. 111 (Tierces majeures et mineures, Traits chromatiques, Prélude & Fugue, Les Cloches de Las Palmas, Tierces majeures chromatiques, Toccata d'après le 5e concerto)
- Valse langoureuse, op. 120
- Six Études pour la main gauche, op. 135 (Prélude, Alla Fugua, Moto Perpetuo, Bourrée, Élégie, Gigue)
- Six Fugues, op. 161
- Feuillet d'album, op. 169

### Orgue
Principalement :
- Trois pièces pour harmonium, op. 1
- Trois rapsodies sur des cantiques bretons, op. 7 (1866, orchestration de la 1re et 3e rapsodie en 1891)
- Bénédiction nuptiale, op. 9
- Fantaisie no 1 en mi bémol majeur
- Trois Préludes et Fugues, op. 99
- Fantaisie no 2, op. 101 en ré bémol majeur
- Marche religieuse op 107
- Trois Préludes et Fugues, op. 109
- Sept improvisations, op. 150
- Cyprès et lauriers, op. 156
- Fantaisie no 3, op. 157 en do majeur

### Musique religieuse
Dont :
- Messe, pour 4 voix, chœur, orgue et orchestre, op. 4 (1855)
- Oratorio de Noël, op. 12 (1858)
- Ave verum en mi bémol majeur, pour chœur (vers 1860)
- Ave Maria, pour chœur et orgue, op. 145 (1860)
- Psaume XVIII, op. 42 (1865)
- Le Déluge, oratorio op. 45 (1875)
- Requiem, op. 54 (1878)
- La Terre promise, oratorio op. 140 (1913)

### Musique profane
Dont :
- La Lyre et la Harpe (d'après un poème de Victor Hugo), pour soli, chœur et orchestre, op. 57 (1879)
- La Fiancée du timbalier (d'après un poème de Victor Hugo) pour soprano et orchestre, op. 82
- La Nuit, pour soprano, chœur de femme et orchestre, op. 114, texte de Georges Audigier
- Le Feu céleste, cantate pour soprano solo, chœur, orchestre, orgue et un récitant, op. 115 (sur une poésie d'Armand Silvestre)
- Lola, scène dramatique à deux personnages pour soli et orchestre, op. 116, d'après le poème de Stéphan Bordèse (Prélude, Le Songe, Le Rossignol, Tango, Conclusion)
- Des pas dans l'allée, pour chœur, op. 141 no 1, texte de Charles-Maurice Couÿba
- Scène d'Horace, op. 10 (1860)
- Calme des Nuits, op. 68 no 1, pour 4 voix mixtes & Capella (1882)
- Les Fleurs et les arbres, op. 68 no 2 (1882)
- Saltarelle op. 74, pour 4 voix d'homme a cappella (1885)
- Nuit persane, pour soli, chœur et orchestre, op. 26 bis (1891)
- Pallas Athéné, cantate pour soprano et orchestre, op. 98 (1894), sur un poème de J. L. Croze

### Mélodies
De très nombreuses mélodies dont :
- Angélus, sur une poésie de Pierre Aguétant, existe en version orchestrale
- Le Pas d'arme du roi Jean (1852), d'après un poème de Victor Hugo (existe en version orchestrale)
- La Cloche (1855), d'après un poème de Victor Hugo (existe en version orchestrale)
- Papillons, sur une poésie de Renée de Léché, existe en version orchestrale
- Le Lever de la lune (1855), d'après Ossian
- L'Attente (1855), d'après un poème de Victor Hugo, existe en version orchestrale
- Rêverie, d'après un poème de Victor Hugo, existe en version orchestrale
- Extase, d'après un poème de Victor Hugo, existe en version orchestrale
- La Feuille de peuplier, d'après un poème de Mme Amable Tastu, existe en version orchestrale
- Plainte, d'après un poème de Mme Amable Tastu, existe en version orchestrale
- L'Enlèvement, d'après un poème de Victor Hugo, existe en version orchestrale
- Les Fées, d'après un poème de Théodore de Banville, existe en version orchestrale
- Aimons nous, d'après un poème de Théodore de Banville, existe en version orchestrale
- Danse macabre, op.40, d'après une poésie de Henri Cazalis, existe en version orchestrale
- Souvenances, d'après un poème de Ferdinand Lemaire, existe en version orchestrale
- Désir d'Amour, d'après un poème de D. Francisco Perpina, existe en version orchestrale
- Clair de lune (1865), d'après un poème de Catule Mendès
- Tristesse (1868), d'après un poème de Ferdinand Lemaire
- Mélodies persanes, op. 26 (1870), sur des poèmes d'Armand Renaud : La Brise, La Splendeur vide, La Solitaire, Sabre en main, Au cimetière et Tournoiement ; existe en version orchestrale : Au Cimetière, La Brise, La Splendeur vide
- Les Cloches de la mer (1900), d'après un poème de C. Saint-Saëns, existe en version orchestrale
- Violons dans le soir (1907), d'après un poème d'Anna de Noailles
- La Cendre rouge (1914), op. 146 (recueil de 10 poèmes de Georges Docquois : Prélude, Âme triste, Douceur, Silence, Pâques, Jour de pluie, Amoroso, mai, Petite main, Reviens)
- Cinq Mélodies sur des poèmes de Ronsard (1921) (L'Amour Oyseau, L'Amour blessé, À Saint-Blaise, Grasselette et Maigrelette et L'Amant malheureux)
- Vieilles Chansons (1921), Le temp nouveau, sur une poésie de Charles d'Orléans, Avril, sur une poésie de Rémy Belleau, Villanelle, sur une poésie de Vauquelin de La Fresnaye
- Le Bonheur est chose légère, sur une poésie de Jules Barbier et Michel Carré, pour soprano, violon et piano 1878
- Sérénade 1878
- Menuet 1878
- A quoi bon entendre les oiseaux des bois 1878
- Demande à l'oiseau 1878
- Guitare 1878
- Chant de ceux qui vont en mer 1878
- Maria Lucezia 1878
- Nature souriante 1878
- Le Papillon et l'étoile 1878

## Décorations
- Grand-croix de la Légion d'honneur (1913), Grand-Officier (1900), Commandeur (1894), Officier (1884), Chevalier (1869)
- Membre de l'ordre royal de Victoria (Grande-Bretagne)
- Chevalier de l'ordre de Léopold (Belgique)
- Ordre pour le Mérite, les Arts et les Sciences